# Norte de Santander
Norte de Santander är ett av Colombias departement. Det ligger i nordöstra Colombia i Colombias ander. Norte de Santander gränsar till departementen Cesar, Santander och Boyacá samt med landet Venezuela. Administrativ huvudort och största stad är Cúcuta. Departementet skapades den 25 juli 1910.

## Kommuner i Norte de Santander
- Region Västra

1. Ábrego
2. Cachirá
3. Convención
4. El Carmen
5. La Esperanza
6. Hacarí
7. La Playa
8. Ocaña
9. San Calixto
10. Teorama

- Region Norra

1. Bucarasica
2. El Tarra
3. Sardinata
4. Tibú

- Region Östra

1. Cúcuta
2. El Zulia
3. Los Patios
4. Puerto Santander
5. San Cayetano
6. Villa del Rosario

- Region Sydvästra

1. Cácota
2. Chitagá
3. Mutiscua
4. Pamplona
5. Pamplonita
6. Silos

- Region Centrala

1. Arboledas
2. Cucutilla
3. Gramalote
4. Lourdes
5. Salazar
6. Santiago
7. Villa Caro

- Region South-East

1. Bochalema
2. Chinácota
3. Durania
4. Herrán
5. Labateca
6. Ragonvalia
7. Toledo